# Gil Adası
Gil Adası är en ö i Azerbajdzjan.   Den ligger i distriktet Baku, i den östra delen av landet, 60 km sydväst om huvudstaden Baku.